# 格哈德·赫茨贝格
格哈德·赫茨贝格（德語：Gerhard Herzberg，1904年12月25日—1999年3月3日），出生于德國汉堡，德國-加拿大物理学家、物理化学家，1971年获诺贝尔化学奖。

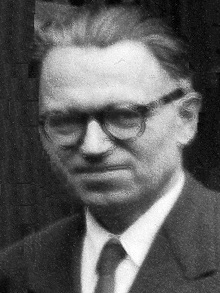
Gerhard Herzberg (1952)

## 生平
1927年，达姆施塔特工业大学毕业，不久又获得硕士学位。1928年，完成博士学业后到格丁根大学做博士后。1929年，到布里斯托大学学习一年。
1930年－1935年，回达姆施塔特工业大学任物理学讲师、副教授。
1935年，被加拿大萨斯喀彻温大学聘任为物理学教授。
1945年－1948年，来到美国芝加哥大学叶凯士天文台从事光谱学的研究。
1948年，在加拿大国立科研所工作。1949年－1969年，出任加拿大国立科研所物理学部主任。1956年－1957年，被选为加拿大物理学家联合会主席。
1957年－1963年，被选为国际应用物理联合会主席。
1966年－1967年，出任加拿大皇家学会主席。

## 获得诺贝尔化学奖
瑞典科学院宣布授予赫茨贝格1971年诺贝尔化学奖时指出：25年来，赫茨贝格在研究分子，特别是自由基的电子结构和几何结构上做出了重大的贡献，他所领导的加拿大国立科研所的分子光谱研究室已成为世界上著名的分子光谱分析中心。其实赫茨贝格对光谱学的研究从他攻读学位时就已开始。1928年他的博士学位论文就是研究各种形态的气体氮的光谱。到1929年，这位年轻的学者已发表论文20多篇。他在发表的论文中，不仅通过光谱研究证实氮原子的电子结构，还从氧分子的光谱中精确地推算出氧分子的离解能。从1930年起，他全力以赴的应用光谱技术投入分子结构的研究。1933年，他阐述了一种分子的对称关系对它的光谱的影响，精确地导出了许多双原子分子的离解能。由此可见，他当时在分子光谱学的研究上已达到较高的水平。正是由于欣赏他的杰出才干，远在万里的加拿大大学主动的聘请他到加拿大任教。这可以算是机遇，也应算是一种幸运。由此赫茨贝格直接躲过了第二次世界大战赫希特勒的暴政对他科研生涯的干扰。加拿大基本上是个移民的国度，也有较好的科研环境，为赫茨贝格进一步展示才干创造了条件。
赫茨贝格有创新意义的研究是从1945年开始的。1945年，他建立起分子光谱研究室，开始研究宇宙的分子光谱。他发现一些星球的大气中含有氢气，证实彗星上存在有水。他还在实验室安装了可进行吸收光程实验的特长吸收管路，用于吸收光谱的研究。1948年他首次观察到氢分子的吸收带，成功的研究了氢、氮等稳定分子的结构。他最突出的成就则是在50年代到60年代初取得的。
赫茨贝格在运用光谱学阐明分子的电子结构和运动时，不可避免的遇到了自由基的问题。自由基又称游离基，是一类具有不成对电子的化学物质，它可以是原子、分子，也可以是基团。有机自由基一般是作为活性中间体而短暂存在，可通过加热或光照，使分子中的共价键的一对电子发生均裂反应而产生。自由基可根据它的稳定性而分为活泼自由基和稳定自由基。前者表现为很活泼，在反应过程中仅能瞬时存在，但它可诱发加成反应、取代反应、氧化还原反应。后者由于分子结构的特点而表现很稳定。自由基在研究分子结构和化学反应中都是十分重要的。
由于活泼的自由基在基态条件下寿命极短，很容易与其他分子发生迅速而猛烈地反应，所以很难搜集到足够数量的自由基，对其进行光谱分析。1947年，英国剑桥大学伊曼纽尔学院化学教授诺里什（R.G.W.Norrish）和他的学生波特（G.Porter）将脉冲技术应用于光化学现象的研究，创立了闪光光解技术。用这种技术，他们可以准确的测定极短时间内发生的化学反应，从而在光化学和反应动力学研究上取得重要突破，为此他们荣获了1967年诺贝尔化学奖。1950年，赫茨贝格也是应用闪光光解技术收集到他要研究的自由基的。他的第一个研究对象是NH2自由基，他和他的同事通过闪光光解技术取得了NH2自由基的吸收光谱，然后通过对吸收光谱的详细研究，掌握NH2分别处在基态和激发态时的键长、键角等结构要素。这一成果和方法为自由基的研究开辟了新的途径。1956－1958年，赫茨贝格进一步开展对CH3、CH2这两种最基本类型自由基的研究。在他之前，化学家斯特西（Steacie）曾以丙酮光分解进行CH3自由基反应的研究，洛辛（Lossing）也对CH3自由基离子化进行电压测定工作。这两项研究都是利用闪光光解技术生成CH3，对于生成自由基的条件和试样的取得都获得成功，但是他们普通的分光仪测定CH3的吸收，结果实验最终都失败了。借鉴于上述两人的经验和教训，赫茨贝格利用真空紫外分光仪，花了3年时间，终于获得了成功。他不仅获得了CH3的吸收光谱，并证明CH3的基态结构诸原子大体上是共面的，分子具有一定的对称性。随后，赫茨贝格从获得的CH2吸收光谱分析得知，自由基CH2的基态在三线态时构型是直线的，而在外加电压小于1电子伏时，则存在着构型为三角形的激发态，这一研究成果对于理解CH2的反应有很大的帮助。
1960年，赫茨贝格发表了关于自由基的CH3、CH2的研究报告，立即赢得了化学界的高度评价，从而开创了自由基研究的新时代。此后，赫茨贝格和他的同事们采用光学、微波光谱、自旋共振和激光等方法，研究和测定了HCO、HNO、NCO等20多种多原子自由基的电子结构，极大的促进和丰富了有关自由基的结构资料和理论。自由基化学的建立和发展，不仅推动了化学动力学的发展，同时也是化学结构研究中不容忽视的一个组成部分。